# Souvorov (film)
Pour les articles homonymes, voir Souvorov (homonymie).
Pour plus de détails, voir Fiche technique et Distribution.
Souvorov (Суворов) est un film soviétique réalisé par Mikhail Doller et Vsevolod Poudovkine, sorti en 1940,.

## Synopsis
Documentaire biographique sur la carrière militaire d’Alexandre Vassilvich Souvorov, qui fut maréchal des armées sous les règnes de Catherine la Grande ainsi que du tsar Paul Ier.

## Fiche technique
- Photographie : Anatoli Golovnia, Tamara Lobova
- Musique : Youri Chaporin
- Décors : I. Davydov, Vladimir Egorov, N. Davydov
- Montage : Lioudmila Petchieva